# Beret (Borsod-Abaúj-Zemplén)
Beret es un pueblo ubicado en el distrito de Encs, en el condado de Borsod-Abaúj-Zemplén, Hungría.

## Superficie
Posee una superficie de 6,770 kilómetros cuadrados.

## Demografía
Hasta 2019 la población era de 292 habitantes, con una densidad de población de 43,13 habitantes por kilómetro cuadrado.